# Ian Garrow
Ian Garrow (24 août 1908 - 28 mars 1976) est un officier britannique qui fut responsable d’un réseau d’évasion pendant la Seconde Guerre mondiale.

## Biographie
Ian Grant Garrow est capitaine de l'armée écossaise des Highland Light Infantry (HLI). Le 16 juin 1940, quatre jours après la capitulation de Saint-Valery-en-Caux, le capitaine Ian G Garrow est responsable d'une compagnie de transport de son bataillon de HLI à Breteuil, au sud-ouest d'Évreux en Normandie. Le lendemain, leur position est entourée par les troupes allemandes. La compagnie détruit les moteurs de ses véhicules et se divise en petits groupes. Ian Garrow tente de traverser la France à pied, mais se fait prendre à Châtillon-sur-Indre. Il est envoyé à Châteauroux, puis interné à Bélâbre.
Il s'évade avec d'autres officiers britanniques, mais est repris. Le 1er octobre 1940, il est transféré au fort Saint-Jean (Marseille), d'où en liberté conditionnelle, il peut aider ses camarades à quitter la France en traversant les Pyrénées. Londres est intéressé par son engagement et son efficacité.
Il rejoint Albert Guérisse (alias Pat O'Leary) en juin 1941 pour aider les soldats anglais en fuite à quitter la France. Il est responsable de la ligne d'évasion à Marseille.
Il rencontre le docteur George Rodocanachi, au 21, rue Roux de Brignoles (près du siège de la Gestapo) à Marseille qui héberge des fuyards au régime nazi.
Garrow est arrêté par la police française de Vichy en octobre 1941 et interné à Mauzac (Dordogne).
En décembre 1942 l'organisation Pat O'Leary organise sa nouvelle évasion et le met à l'abri chez Marie-Louise Dissard à Toulouse. Ian Garrow retourne en Angleterre au début de février 1943 en traversant les Pyrénées et en rejoignant le consulat britannique à Barcelone,.

## Reconnaissance
Ordre du Service distingué DSO (Royaume-Uni)